# 女工哀歌
『女工哀歌』（じょこうエレジー、英語: China Blue）は、ミカ・X・ペレド (Micha X. Peled) が監督したドキュメンタリー、2005年の映画。四川省出身の17歳の女工ジャスミン・リー (Jasmine Li) の生活を追った作品で、彼女が働く広東省中山市沙渓鎮にある中国のジーンズ工場、麗鋒（リーフェン）服飾制衣有限公司（Lifeng Clothes Factory、丽锋服饰制衣有限公司）では、トルコのイスタンブールを本拠とする「Vigaze Jeans」を製造しており、これが英語原題の由来となっている。ジャスミンの稼ぎは1時間でおよそ1元の半分（5角）で、米ドル換算ではおよそ6セントに過ぎない。
このドキュメンタリーは、中国の工場現場における搾取工場 (sweatshop) の状況についての議論を提起するだけでなく、中国が地球規模での輸出によってその重要性を増大させていることも論じている。
2005年、アムネスティ・インターナショナルの映画祭において、この作品はアムネスティ・インターナショナル＝DOEN賞を受賞した。2007年4月、『女工哀歌』は、様々な賞を受賞しているアメリカ合衆国の公共放送サービス (PBS) の番組『Independent Lens』に取り上げられ、放映された。